# Fratton Park
Fratton Park je matični stadion nogometnega kluba Portsmouth F.C. ki se nahaja v angleškem mestu  Portsmouth.

## Opis
Stadion je opremjen s štirimi tribunami, na katerih so samo sedišča, igrišče pa poteka v smeri vzhod - zahod. Največja in najsodobnejša je zahodna tribuna, t. i. Fratton End. Najmanja je vzhodna tribuna, imenovana Milton End.  Ta tribuna je dobila streho šele v sezoni 2007/08 in je bila zadnja pokrita tribuna v angleški Premier ligi. Tribuna je namenjena tako domačim kot tujim navijačem. Novi lastnik, Alexandre Gaydamak je dal stadion posodobiti, najbolj opazna prenova pa je v slačilnicah, dodanih nadstreških nad Milton Endom ter velikim semaforjem, ki se nahaja nad prostorom za policijo. Ta se nahaja med severno tribuno in Milton Endom. Z novim lastnikom so odstranili tudi oznake sponzorjev s severne tribune, kjer je zdaj viden napis Fratton Park Portsmouth poleg grba kluba.
Stadion je od železniške postaje oddaljen slabih 10 minut hoje.

## Zgodovina
Glavna tribuna je delo priznanega arhitekta Archibald Leitcha, katerega podjetje je zgradilo tudi bogat paviljon (podobnega tistemu s stadiona Craven Cottage) ter stolp z uro. Paviljon in stolp sta bila s širitvijo stadiona sicer v veliki večini porušena. 
Fratton Park je gostil prvo tekmo poletne olimpijade leta 1948 (tekme izven Londona je poleg Fratton Parka gostil le še stadion Goldstone Ground). Drugega marca leta 1903 je stadion gostil tudi tekmo Anglije proti Walesu ter več tekem Angleške nogometne reprezentance do 21 let. Na tem stadionu je bila odigrana tudi prva ligaška tekma pod žarometi, ki se je odvijala 22. februarja 1956 med kluboma Pompey F.C. in Newcastle United F.C.
Fratton Park je trenutno stadion z najmanjšo kapaciteto v angleški Premier ligi.

## Nov objekt
Stadion je že od začetka domovanje kluba Portsmouth F.C. in, kljub več obnovam kaže znake staranja. Zaradi tega je stadion med najslabše opremljenimi stadioni in le stežka dosega standarde angleške Premier lige. 
Zaradi teh težav se je vodstvo kluba po koncu sezone 2003/04, ko je klub utrdil svoj položaj med prvoligaši, odločilo za izgradnjo novega stadiona. Nov objekt naj bi zgradili v bližini starega stadiona, na mestu neuporabljenih tovornih skladišč železnice. Načrti so bili s strani mestnih oblasti odobreni, saj z obnovo starega stadiona bistveno povečanje kapacitet ne bi bilo možno. Okoli stadiona je namreč preveč hiš. 
Sprva so sicer predstavili načrte za prenovo obstoječega stadiona, ki bi imel za 90° obrnjeno smer igrišča, vendar so kasneje to zamisel opustili. Leta 2007 so prišli na dan novi načrti obnove starega objekta, ki bi kapaciteto stadiona povečali na 36.000 sedišč. Načrt je dobil veliko podporo, vendar so ga kasneje opustili, ker bi bil dostop do stadiona možen le z ene strani.
Trenutno naj bi pripravljali nov načrt izgradnje novega stadiona, ki naj bi se nahajal na otoku Horsea Island. Kritiki sicer opozarjajo na problem dostopa do stadiona in prometne težave. Do začetka leta 2008 načrt še ni bil javno razgrnjen.

## Podrobnosti

### Rekordi
Največji obisk: 51.385 proti klubu Derby County
26. februar 1949, FA pokal šesto kolo

### Povprečni obisk po sezonah
- 1989-90:  8.959
- 1990-91:  9.681
- 1991-92: 11.789
- 1992-93: 13.706
- 1993-94: 11.692
- 1994-95:  8.629
- 1995-96:  9.503
- 1996-97:  8.723
- 1997-98: 11.149
- 1998-99: 11.956
- 1999-00: 13.906
- 2000-01: 13.707
- 2001-02: 15.121
- 2002-03: 18.934
- 2003-04: 20.108
- 2004-05: 20.072
- 2005-06: 19.840
- 2006-07: 19.862